# Salignac-sur-Charente
Salignac-sur-Charente ist eine französische Gemeinde mit 609 Einwohnern (Stand 1. Januar 2022) im Département Charente-Maritime in der Region Nouvelle-Aquitaine. Sie entstand 1876 durch die Loslösung von Pérignac. Bis 1952 hieß sie Salignac-de-Pons. Die Bewohner nennen sich Salignacais.

## Geografie
Die Gemeinde Salignac-sur-Charente liegt an der Grenze zum Département Charente, an der Mündung des kanalisierten Flusses Né (Canal du Né) in die Charente.
Zur Gemeinde Salignac gehören die Ortsteile Le Prunelas, Le Pérat und Monseuille.
Die Nachbargemeinden sind Chérac im Norden, Saint-Laurent-de-Cognac im Nordosten, Merpins im Osten, Ars im Südosten, Pérignac im Süden und Brives-sur-Charente im Westen.

## Bevölkerungsentwicklung
| Jahr      | 1962 | 1968 | 1975 | 1982 | 1990 | 1999 | 2007 | 2018 |
| --------- | ---- | ---- | ---- | ---- | ---- | ---- | ---- | ---- |
| Einwohner | 522  | 542  | 494  | 485  | 504  | 545  | 626  | 602  |

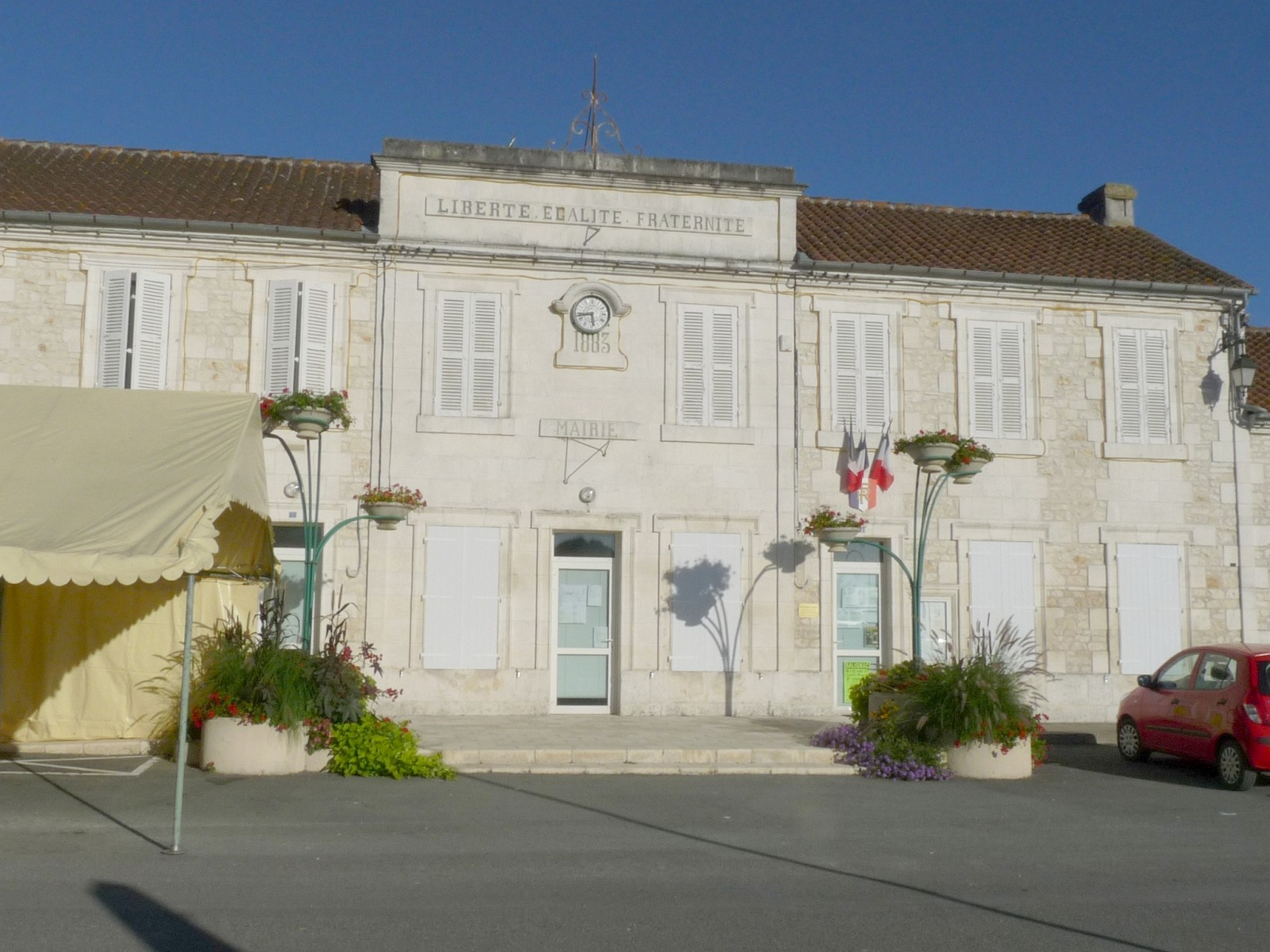
Mairie (Rathaus) Salignac
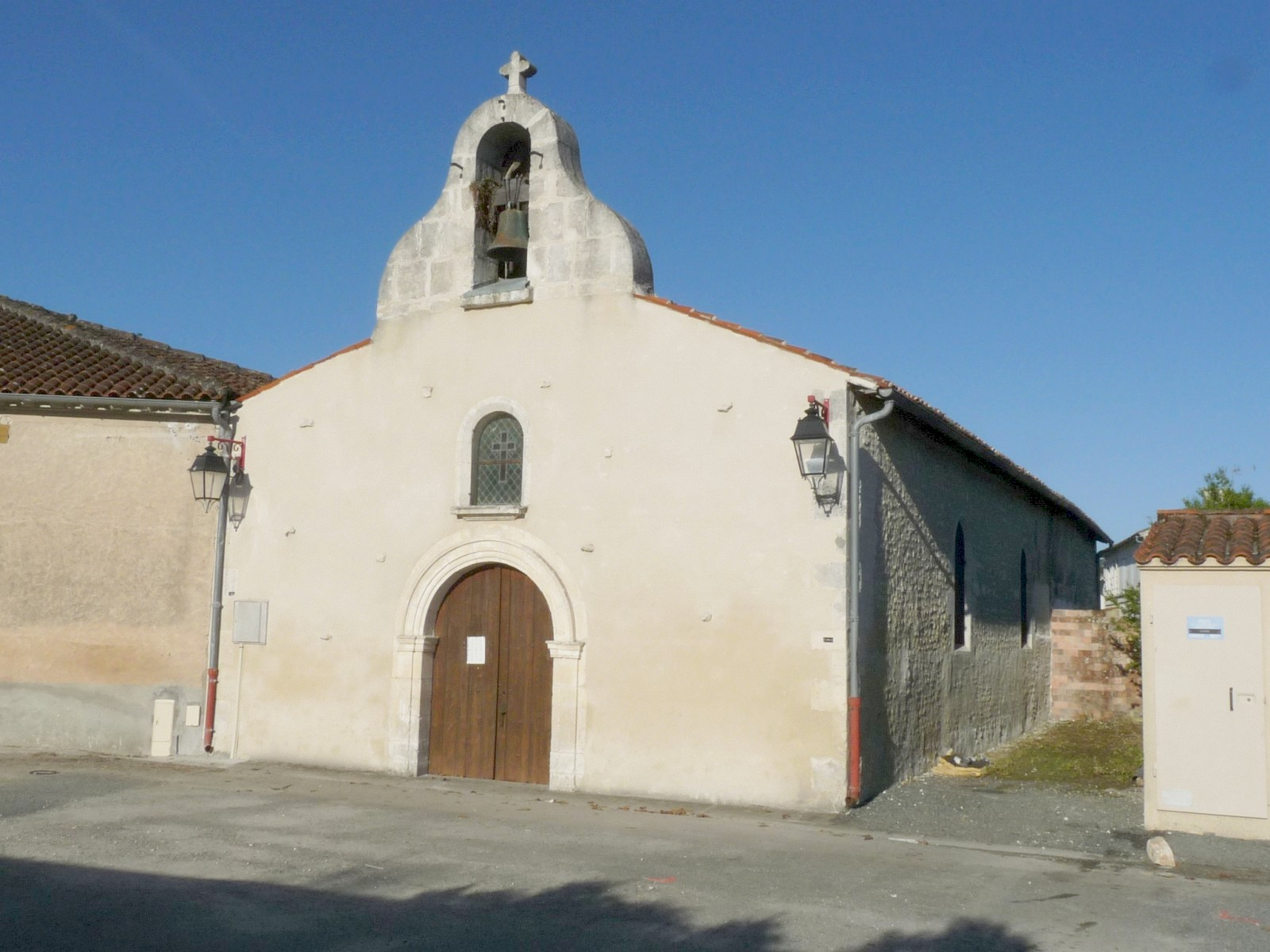
Kirche Saint-Pierre et Saint-Sulpice

## Sehenswürdigkeiten
Siehe: Liste der Monuments historiques in Salignac-sur-Charente